# Purcellia illustrans
Purcellia illustrans is een hooiwagen uit de familie Pettalidae.